# 1928 au théâtre
| Années du théâtre : 1925 - 1926 - 1927 - 1928 - 1929 - 1930 - 1931    |
| Décennies du théâtre : 1890 - 1900 - 1910 - 1920 - 1930 - 1940 - 1950 |

Cet article présente les faits marquants de l'année 1928 au théâtre.

## Événements
- 20 décembre : ouverture du théâtre Ethel Barrymore à Broadway

## Pièces de théâtre représentées
- 29 janvier : Le Jeu de l'amour et de la mort de Romain Rolland, Théâtre de l'Odéon
- 31 août : première de L'Opéra de quat'sous au théâtre am Schiffbauerdamm de Berlin, avec Lotte Lenya dans le rôle de Jenny.
- 1er octobre : Mariette ou Comment on écrit l'histoire opérette de Sacha Guitry et Oscar Straus, Théâtre Édouard VII
- 9 octobre : Topaze de Marcel Pagnol, Théâtre des Variétés, avec André Lefaur, Jeanne Provost, Pierre Larquey, Paul Pauley, Marcel Vallée
- 24 décembre : Victor ou les Enfants au pouvoir de Roger Vitrac, Comédie des Champs-Élysées

## Naissances
- 24 janvier : Michel Serrault, acteur français.
- 17 mars : Gunārs Priede, dramaturge letton.
- 27 mars : Ryszard Zaorski, acteur polonais de théâtre, de cinéma et de télévision. († 14 octobre 2019).
- 11 septembre : Micheline Rozan, productrice et agente théâtrale française, codirectrice du Théâtre des Bouffes-du-Nord

## Décès
- 12 mars : Maria Iermolova, actrice de théâtre russe
- 21 juillet : Ellen Terry, actrice de théâtre anglaise
- 13 novembre : Enrico Cecchetti, danseur, mime, chorégraphe et maître de ballet italien